# Васил Брънчов
Васил Стоянов Брънчов е български политик, кмет на Орхание в периода 1894 – 1898 г.

## Биография
Син е на Стоян Брънчов – търговец и първи кмет на Орхание. По време на неговото управление се полагат усилия за справяне със заразните болести, които в този период са много разпространени.